# ژان-ژاک شوالیه

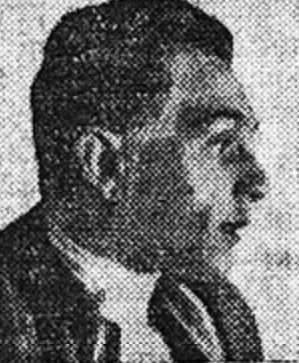

ژان ژاک شوالیه (۱۵ فوریه ۱۹–۲۳ مه ۱۹۰۰) استاد دانشگاه، حقوقدان و مورخ فرانسوی بود. او استاد دانشکده حقوق و علوم اقتصادی پاریس و عضو آکادمی علوم سیاسی و اخلاقی (۱۹۶۴–۸۳) بود. او آثار متعددی از جمله اثری کلاسیک راجع به «آثار سیاسی بزرگ از ماکیاولی تا عصر ما» (Les grandes œuvres politiques: de Machiavel à nos jours) تألیف کرده‌است. ژان پیر گروس بر «روایتی گاهشمار و تاریخی، در روایتی که ژان ژاک شوالیه ایجاد کرده‌است» تأکید دارد و به گفته ژرژ لاواو، حقوقدان فرانسوی: "ما چند استاد داشتیم که قلمروهای خاصی را کاوش کرده بودند، تقریباً در تنهایی: آندره زیگفرید، ریموند آرون، ژان ژاک شورالیه، ژرژ بوردو، ژان استوزل. "